# Skoplje
Skoplje (makedonski: Skopje (Скопје), latinski: Skupi, novogrčki: Skopia (Σκόπια), albanski: Shkup, turski: Üsküp) glavni je i najveći grad Sjeverne Makedonije. Prema popisu iz 2002. godine u urbanoj zoni koja uključuje i polu-urbana naselja koja su srasla s gradom imao je 428.933 stanovnika, dok je šire gradsko područje koje uključuje i oko 50 ruralnih naselja udaljenih i do 25 km od centra grada imalo 506.926 stanovnika.

## Zemljopisni položaj
Skoplje se nalazi na strateški važnoj poziciji u središnjem dijelu Balkanskog poluotoka, nedaleko od glavne prometnice koja vodi od Zapadne Europe preko Beograda do Soluna u Grčkoj. Grad je smješten u uskoj dolini rijeke Vardar, koju zatvaraju planine Skopska Crna gora na sjeveru i Vodno na jugu. Iz takvog zemljopisnog položaja proizašao je i izdužen oblik grada, koji se prostire gotovo 25 km u smjeru istok-zapad (duž Vardara), a manje od 10 km u smjeru sjever-jug. 
Klimatski, Skoplje je također određeno svojim kotlinskim položajem. Stoga su ljeta sparna i suha, a zime hladne i maglovite.
Prosječna nadmorska visina grada je 240 metara.

## Povijest
Prva naselja na mjestu današnjeg Skoplja datiraju još iz pretpovijesti. U antičko doba tu se nalazio grad Scupi (na ušću Lepenca u Vardar, zapadno od današnjeg centra grada), kojeg su osnovali rimski legionari. U srednjem vijeku, Skoplje je u sastavu Istočnog Rimskog Carstva (kasnijeg Bizanta) i Bugarske. Umjesto Scupija, kojeg je uništio potres, car Justinijan u 6. stoljeću osniva novo naselje Justiniana Prima. Grad postaje dio srednjovjekovne srpske države u 13. stoljeću. Godine 1346. srpski car Dušan ga proglašava glavnim gradom svog carstva, koje se raspalo nakon njegove smrti. 
Godine 1392. Skoplje zauzimaju Turci i ono ostaje pod njihovom vlašću više od 500 godina, s jedinim prekidom 1689. kada ga je nakratko zauzeo i spalio austrijski vojskovođa Giovanni Piccolomini. U dugom razdoblju turske vladavine Skoplje u potpunosti poprima izgled orijentalnog grada s džamijama, čaršijom, mahalama i pretežno islamiziranim stanovništvom. U Balkanskim ratovima, 1912. ga zauzima srpska vojska, te postaje dio Kraljevine Srbije. Nakon Prvog svjetskog rata u sastavu je Kraljevine SHS, odnosno kasnije Kraljevine Jugoslavije, u kojoj je od 1929. do 1941. centar Vardarske banovine. Nakon okupacije Kraljevine Jugoslavije od strane Sila Osovine u travnju 1941. godine, Skoplje i veći dio Makedonije su priključeni Bugarskoj. U studenom 1944. oslobodile su ga partizanske jedinice.
U sastavu SFRJ postaje glavni grad Socijalističke Republike Makedonije, koja je po prvi put organizirana kao zasebna jedinica. To je razdoblje brzog rasta i izgradnje Skoplja, koje je nakratko zaustavio katastrofalni potres 26. lipnja 1963. godine. Više od 1.000 ljudi je poginulo, a preživjeli stanovnici su ostali bez domova, jer je najveći dio grada posve porušen. Normalizacija života je bila brza uz pomoć iz čitavog svijeta, te se Skoplje uspješno oporavilo. Međutim, rekonstrukcija i uređenje grada bili su dugotrajni, te ni danas nisu posve dovršeni. 
Od 1991. godine, Skoplje je prijestolnica neovisne Makedonije.

## Administrativna podjela
Nakon posljednje reforme lokalne uprave u Makedoniji 2004. godine, Skoplje je ustrojeno kao Grad s deset gradskih općina (Aerodrom, Butel, Centar, Čair, Gazi Baba, Gjorče Petrov, Kisela Voda, Karpoš, Saraj i Šuto Orizari). 

## Stanovništvo
Prvi podaci o stanovništvu Skoplja datiraju iz 1455. godine, kada je grad imao 4.091 stanovnika. Godine 1930. Skoplje je imalo oko 50.000 stanovnika, što govori da se u samo pedesetak godina brojnost građana povećala deset puta. Brojka od 100.000 stanovnika prvi put nadmašena je u popisu stanovništva iz 1948. godine.  Veliki porast stanovništva posljedica je nagle industrijalizacije nakon Drugog svjetskog rata i njegove nove uloge kao političkog, gospodarskog i kulturnog centra Makedonije unutar SFRJ. Spomenuti podatak predstavlja sve veći problem za državu, jer svi ostali gradovi znatno manji (gradovi Kumanovo i Bitola broje oko 100.000 stanovnika), te se stoga ne može osigurati ravnomjeran razvoj. 
Prema popisu iz 2002. godine uže gradsko područje ukljućujući i desetak ruralnih naselja koja mu ulaze u sastav imalo je 428.933 stanovnika, šira zona utjecaja sastavljena od deset općina, njihova urbanoga i ruralnoga dijela koji obuhvaća i 50ak naselja izrazito seoskog tipa od kojih su neka udaljena i do 25km od centra i nalaze se na granici s Kosovom 506.926 stanovnika, dok Skopski statistički region broji nešto manje od 572.000 stanovnika na 1.818 km2 s gustoćom od 314 stanovnika/km2  .
Etničku većinu čine Makedonci (66,7%), dok su najznačajnije nacionalne manjine Albanci (20,4%), Romi (4,6%) i Srbi (2,8%). Od deset gradskih općina, u njih sedam većinsko stanovništvo su Makedonci, u dvije Albanci (Čair i Saraj), te u jednoj Romi (Šuto Orizari - jedina romska općina u Europi).

## Gospodarstvo
Za vrijeme bivše Jugoslavije, Skoplje se razvijalo kao industrijsko središte Makedonije, što je i dovelo do velikog priljeva novih stanovnika u grad. Najznačajnije industrijske grane su bile tekstilna, kemijska (kombinat "OHIS"), farmaceutska ("Alkaloid"), tiskarska i metaloprerađivačka. Po osamostaljenju Makedonije, njeno gospodarstvo se našlo pred teškim problemima. Skoplje kao glavni grad je bilo i danas je u nešto boljoj poziciji od ostatka države, u kojoj je trećina stanovništva nezaposlena. I njegova industrija je stradala, ne samo zato što se nije mogla potpuno prilagoditi novom kapitalističkom sustavu, već i zbog grčke blokade i etničkih sukoba u Makedoniji 2001. godine. Posljednjih godina je vidljiv stanovit napredak, posebno stoga što je došlo do preorijentacije s industrije na uslužne djelatnosti, kao i zbog većih stranih ulaganja.

## Promet

### Cestovni promet
Nakon 90-ih godina 20. stoljeća porastao je značaj Skoplja kao jednog od prometnih čvorišta Jugoistočne Europe. Grad je smješten na sjecištu dva europska cestovna koridora: br. 8 (istok-zapad, povezuje gradove Drač i Varnu) i br. 10 (sjever-jug, povezuje gradove Salzburg i Solun). Promet je dodatno unaprijeđen izgradnjom gradskog poluprstena, koji se nalazi sjeverno od središta grada. Autobusne veze uspostavljene su s Beogradom, Bitolom, Ohridom, Sofijom i Solunom te manjim makednonskim gradovima. 

### Željeznički promet
Glavni željeznički kolodvor udaljen je oko 2 km od središta grada te se sastoji od 10 perona. Izgrađen je 70-ih godina 20. stoljeća nakon što je stari kolodvor stradao u potresu 1963. godine. Željezničke linije prevoze putnike prema Beogradu, Bitoli, Kičevu, Kočanima i Kosovu Polju.

### Zračni promet
Međunarodni aerodrom Skoplje nalazi se u općini Petrovec, oko 22 km istočno od središta Skoplja. Putničke linije uspostavljene su prema sljedećim europskim gradovima: Beč, Beograd, Dortmund, Eindhoven, Istanbul, Ljubljana, Rim, Treviso, Zagreb i Zürich.

### Gradski promet

#### Autobusi
Autobusna mreža razgranata je po cijelom gradu, a povezuje ga i s obližnjim okolnim naseljima. Godine 2011. i 2012. u dva navrata kupljeno je ukupno 304 nova gradska autobusa od tvrtki dobavljača iz Ukrajine i Kine.

#### Tramvaji
Skoplje nema izgrađenu tramvajsku infrastrukturu, ali je takav projekat u planu.

#### Taksi
U gradu posluje 20-ak tvrtki koje bave pružanjem taksi usluga.

## Obrazovanje

### Srednje škole
U Skoplju se nalazi ukupno 21 srednja škola (uključujući i gimnazije).

### Visoko obrazovanje
Sveučilište Ćirila i Metoda u Skoplju najveće je u Republici Makedoniji te ima oko 50.000 studenata. Izgrađeno je između 1946. i 1949. Drugo državno sveučilište u gradu je Međunarodno balkansko sveučilište koje ima 500-tinjak studenata. Također, postoje i mnoga privatna sveučilišta i visoke škole, od kojih su primjeri: Sveučilište FON, Sveučilište American College, Sveučilište New York University i Pravoslavni teološki fakultet.

### Knjižnice
Nacionalna i sveučilišna biblioteka Makedonije nalazi se u središtu grada te je najveća knjižnica u državi. Poznata je i Gradska knjižnica braće Miladinov, koja posjeduje oko 60.000 knjiga.

## Spomenici i znamenitosti
- Bizantska crkva Svetog Pantelejmona u Nerezima, podignuta u 12. stoljeću. Poznata po svojim freskama;
- Crkva Svetog Spasa, djelomično građena pod zemljom zbog turskog zakona po kojem crkve nisu smjele nadvisivati džamije. U njenom dvorištu je grob makedonskog heroja Goce Delčeva;
- Kameni most u centru grada preko Vardara, sagrađen u 15. stoljeću;
- Katedrala (Saborni hram ) Svetog Klimenta Ohridskog, dovršena 1990. godine. Sjedište Makedonske pravoslavne crkve;
- Katedrala Presvetog Srca Isusova, stolna crkva Skopske biskupije;
- Konzervirane ruševine starog željezničkog kolodvora (sagrađen 1941.), na kojem se sat zaustavio u 5:17, točnom trenutku potresa 1963. godine. Danas je u zgradi Muzej grada Skoplja;
- Milenijski križ na planini Vodno (visok 67 metara);
- Stari orijentalni dio grada Bit Pazar(s džamijama, bezistanima, hanovima) podno tvrđave Kale, predložen za listu UNESCO-a;
- Tvrđava Kale.
- Skopski akvadukt arheološko nalazište 2 km sjeverozapadno od Skopja kod sela Vizbegovo blizu nalazišta Scupi
- Arheološko nalazište rimskog naselja Scupi

## Poznate osobe
- Justinijan, bizantski car, rođen u Tauresiumu kod Scupija (današnje Skoplje);
- Majka Tereza (Agneza Bojaxhiu), rođena u albanskoj obitelji u Skoplju;
- Darko Pančev, nogometaš, osvajač zlatne kopačke za sezonu 1990./91.
- Petar Gligorovski, crtač stripova, grafičar, akademski slikar, fotograf i redatelj
- Milčo Mančevski, makedonski redatelj (film "Prije kiše");
- Enver Idrizi, hrvatski karatist
- Ljubiša Samardžić, srbijanski glumac i filmski redatelj.

## Šport
Najpoznatiji sportski objekti u Skoplju su Sportska dvorana Boris Trajkovski i nogometni stadion Nacionalna arena „Filip II. Makedonski”. U Skoplju postoje još 4 sportske dvorane, koje su manje od dvorane Borisa Trajkovskog. Također, ima i nekoliko manjih nogometnih stadiona. Od 1972. održava se međunarodni boksački turnir Zlatni gong.
Slijedi popis klubova po športovima:

### Nogomet
- FK Rabotnički
- FK Vardar
- FK Makedonija Gjorče Petrov
- FK Sloga Jugomagnat (bivši klub)
- FK Metalurg
- FK Cementarnica 55
- FK Skopje
- FK Gorno Lisiče
- FK Škupi

### Košarka
- KK Rabotnički
- KK Vardar
- KK MZT

### Rukomet
- RK Metalurg
- RK Vardar PRO
- ŽRK Vardar

## Zanimljivosti
Skoplje leži na veoma trusnom području te ima veoma dugu tradiciju potresa. Prvi potres zabilježen je 28. travnja 518. godine. Sljedeći veliki potres zabilježen je 1555. godine, ali je grad ubrzo obnovljen te je u 16. i 17. stoljeću najrazvijeniji grad u europskom dijelu tadašnjeg Osmanskog Carstva. Posljednji potres dogodio se 26. srpnja 1963. Poginulo je 1.070 osoba a materijalna šteta bila je procijenjena na tadašnjih 500 milijuna američkih dolara. Iako su kasnije obnovljeni i podignuti brojni javni i stambeni objekti, mnogi gradski simboli nisu nikad ponovno izgrađeni. Skoplje je tako izgubilo značajan dio svoje prepoznatljivosti. Tek unazad nekoliko godina pokrenute su akcije da se te zgrade obnove i Skoplju vrati njegov nekadašnji izgled. Tako je ponovno sagrađena katedrala Svete Bogorodice iz 19. stoljeća, a u planu je i obnova velebnog kazališta razorenog u potresu.

## Vanjske poveznice
- Službena stranica (mak.) (engl.) (alb.)
- Neslužbeni portal Skoplja (engl.)
- Osnovni podaci o gradu  Arhivirana inačica izvorne stranice od 2. veljače 2011. (Wayback Machine) (engl.)
- Georges Castellan, éd. Arméline, 2003. godina str. 78. (podaci o povijesnom kretanju stanovništva)
- Dnevni polasci iz Zračne luke Skoplje  Arhivirana inačica izvorne stranice od 27. siječnja 2013. (Wayback Machine) (engl.)
- Popis srednjih škola u Skoplju  Arhivirana inačica izvorne stranice od 12. svibnja 2009. (Wayback Machine) (engl.)

### Ostali projekti
|  | Zajednički poslužitelj ima još gradiva o temi Skoplje |